# Erica Goodman
Erica Goodman (* 19. Januar 1948 in Toronto) ist eine kanadische Harfenistin.

## Leben und Wirken
Die Tochter des Geigers Hyman Goodman begann zehnjährig eine Klavierausbildung, ab dem elften Lebensjahr spielte sie außerdem Harfe. Sie hatte zunächst Unterricht bei Charles Kleinsteuber, Judy Loman und Carol Baum und war 1967–69 Schülerin von Marilyn Costello am Curtis Institute. Bereits als Jugendliche wirkte sie in Toronto an Plattenaufnahmen unter der Leitung von Igor Strawinski mit.
Von 1962 bis 1966 war sie Zweite Harfenistin des Toronto Symphony Orchestra, dem sie von 1969 bis 1973 erneut angehörte. 1969 debütierte sie als Solistin mit dem Philadelphia Orchestra in Mozarts Konzert für Flöte und Harfe. Ab 1970 bildete sie mit dem Flötisten Robert Aitken das Aitken-Goodman Duo. Das Duo unternahm 1976 mit der Kammermusikgruppe Tashi eine Konzertreise und erhielt 1980 für die LP Flute and Harp den Grand Prix du Disque Canada. Mit dem New Music Concerts Ensemble nahm sie zwei Alben mit Kompositionen von Toru Takemitsu und George Crumb auf.
Weitere kammermusikalischer Partner Goodmans waren u. a. der Oboist Lawrence Cherney, der Hornist Sören Hermansson, das Trio Toronto, das Galliard Ensemble und das Trio Lyra. Zudem trat sie mit Musikern wie Percy Faith, Tony Bennett, Henry Mancini, Hagood Hardy und Gene DiNovi auf. 1976 spielte sie in Guelph die Uraufführung von Oskar Morawetz’ Harfenkonzert, 1979 Milton Barnes’ Variationen für Harfe solo. 2008 nahm sie beim Label Naxos Elliott Carters Mosaic auf.